# Міро Лупері
Міро Лупері (італ. Miro Luperi, 29 квітня 1911, Сан-Джуліано-Терме - 28 листопада 1944, Гарфаньяна) — італійський військовик, партизан, учасник Руху Опору під час Другої світової війни, посмертно нагороджений Золотою медаллю «За військову доблесть».

## Біографія
Міро Лупері народився 29 квітня 1911 року у містечку Сан-Джуліано-Терме. У 1931 році був призваний на військову службу на флот.
Служив сурмачем на крейсері «Альберіко да Барбіано».
Після закінчення служби у 1933 році працював у Військово-морському арсеналі Ла-Спеції.
Після капітуляції Італії 8 вересня 1943 року відкинув співпрацю з німцями. Переховувався в горах області Гарфаньяна, Тоскана. У березні 1944 року вступив до бригади гарібальдійських партизанів «Уго Муччіні» (італ. Brigata Garibaldi "Ugo Muccini"). Отримав звання лейтенанта.
28 листопада 1944 року командував невеликим загоном партизанів, що захопили важливу позицію біля гори Монте-д'Анімо в Гарфаньяні. Під час контратаки німецьких військ загинув, прикриваючи відхід своїх товаришів.
Посмертно був нагороджений  Золотою медаллю «За військову доблесть».

## Нагороди
- Золота медаль «За військову доблесть»